# Werner Leimgruber
Werner Leimgruber (Bázel, 1934. szeptember 2. – 2025. január 2.) válogatott svájci labdarúgó.

## Pályafutása

### Klubcsapatban
1955 és 1977 között az FC Zürich labdarúgója volt, ahol három svájci bajnoki címet és két kupagyőzelmet szerzett.

### A válogatottban
1963 és 1966 között 10 alkalommal szerepelt a svájci válogatottban. Részt vett még az 1966-os világbajnokságon.

## Sikerei, díjai
FC Zürich
- Svájci bajnok (3): 1962–63, 1965–66, 1967–68
- Svájci kupa (2): 1965–66, 1969–70